# Shōei
Teruhide Takahashi (高橋 照英 Takahashi Teruhide,  sinh ngày 4 tháng 4 năm 1974), được biết đến nhiều hơn với nghệ danh Shōei (照英 Shoei), là một nam diễn viên người Nhật Bản. Anh đã từng xuất hiện trong loạt phim truyền hình vào khung giờ vàng hàng tuần Mito Kōmon. Tuy nhiên, vai diễn mà anh được biết đến nhiều nhất là Gouki/GingaBlue trong Seijuu Sentai Gingaman, và anh đã đóng lại vai diễn trong hai bộ phim Super Sentai Series V-Cinema: Gogo V Vs Gingaman và Gaoranger Vs Super Sentai. Shōei cũng từng tham gia chương trình truyền hình Sasuke vào đầu những năm 2000.

## Danh sách các bộ phim tham gia đã được chọn
- Seijuu Sentai Gingaman (1998–1999)
- Seijuu Sentai Gingaman vs Megaranger  (1999)
- Kyuukyuu Sentai GoGo-V vs Gingaman (2000)
- Tales of the Unusual (2000)
- Red Shadow (2001)
- Hyakujuu Sentai Gaoranger vs Super Sentai (2001)
- Yellow Dragon (2003)
- Fune o Oritara Kanojo no Shima hay còn được gọi là Getting Off the Boat at Her Island (2003)
- School Wars: Hero (2004)
- Shinsengumi! (2004)
- Sakigake!! Otokojuku  (2008)
- Mr. Osomatsu (2017, giọng nói)[2]